# Bruno Venanzi
Bruno Venanzi (Luik, 8 juli 1970) is een Belgische ondernemer en voormalig voetbalbestuurder. Hij was medeoprichter van energiebedrijf Lampiris. Van 2015 tot 2022 was hij voorzitter van voetbalclub Standard Luik.

## Biografie
Bruno Venanzi studeerde geschiedenis aan Universiteit van Luik. Nadien studeerde hij ook economie aan de Universiteit van Amsterdam in Nederland. Zijn loopbaan startte hij bij de commerciële afdelingen van Belgacom, MCI WorldCom en Certipost. In 2003 richtte hij samen met de Brusselaar Bruno Vanderschueren het energiebedrijf Lampiris op. Het bedrijf groeide in de loop der jaren uit tot een succesvolle onderneming en werd in 2016 verkocht aan de Franse groep Total.

### Standard Luik
In november 2014 werd Venanzi door Roland Duchâtelet, voorzitter van voetbalclub Standard Luik, in dienst genomen als ondervoorzitter. Na afloop van het seizoen 2014-15 kocht Venanzi de aandelen van Duchâtelet over en werd hij zelf voorzitter van de club. In het voorjaar van 2022 verkocht hij de club aan het Amerikaans bedrijf 777 Partners.